# Histoire de la génétique
L'histoire de la génétique retrace l'émergence et la progression de la science de l'hérédité, à travers plusieurs scientifiques et découvertes qui ont permis son avancement. Apparue au XIXe siècle avec les travaux de Gregor Mendel, la génétique connaît un essor important à partir de la fin du XIXe siècle ainsi qu'au cours du XXe siècle. 

## Origines
Il n'est pas aisé de déterminer une date précise sur l'émergence de la génétique. Toutefois, certains événements importants permettent de cibler la chronologie et de relater l'histoire de cette dernière. 

## XIXesiècle

### 1866 – Gregor Mendel

Représentation de l'expérience des plants de pois aux fleurs violettes et blanches menée par Gregor Mendel.

Gregor Mendel, né en 1822 en Autriche, est de nos jours considéré comme le fondateur de la génétique. Moine catholique au monastère Saint-Thomas de Bruno (en Moravie), il enseigne la physique, la chimie et les sciences naturelles au monastère. Il est reconnu pour ses expériences soignées et très bien planifiées. En effet, il travaille sur de très grands échantillons et note minutieusement ses résultats, ce qui le distinguait de ses prédécesseurs.
En 1857, il découvre les principes fondamentaux de l'hérédité en effectuant diverses expériences de croisements de plans de petits pois homozygotes, dont l'un avait des fleurs violettes et l'autre des fleurs blanches. Ces croisements monohybrides montrent qu'un caractère héréditaire est déterminé par deux facteurs provenant de la rencontre de deux cellules reproductrices. La première génération (F1) provenant des deux lignées pures présente uniquement des fleurs violettes. La deuxième génération (F2) présente une fleur blanche pour trois violettes. L'apparition de plantes à fleurs blanches dans la génération F2 amène Mendel à déduire que le facteur héréditaire des fleurs blanches ne disparaît pas chez les plantes de la première génération (F1), mais qu'il est en quelque sorte caché (ou récessif). Pour ce qui est des fleurs violettes, elles ont un caractère dominant. 
Mendel a élaboré un modèle contenant quatre lois pour expliquer la proportion de trois plantes à fleurs violettes contre une blanche qu'il a observée dans les descendants de la génération F2 : 
1. Les variations des caractères génétiques s'expliquent par les formes différentes que les gènes peuvent avoir. Ces deux formes différentes sont appelées allèles.
2. Tout organisme hérite de deux copies de gènes (identiques ou différentes) de chaque caractère, soit l'une provenant du père et l'autre de la mère.
3. Si les deux allèles d'un locus sont différents, l'un d'eux, l'allèle dominant, détermine l'apparence de l'organisme, alors que l'autre, l'allèle récessif, n'a pas d'effet notable sur cette dernière.
4. Il y a ségrégation (séparation l'un de l'autre) des deux allèles de chaque caractère héréditaire au cours de la formation des gamètes et ils se retrouvent dans des gamètes différents (loi mendélienne de la ségrégation).

En définitive, Gregor Mendel, qui ne connaissait pas du tout le rôle ni même l'existence des chromosomes, découvre de nouvelles lois qui posent les bases de l'hérédité.

### 1869 – Friedrich Miescher
Ce chimiste isole à partir de noyaux du pus de blessures infectées une substance riche en phosphate qu'il nomme "nucléine".

### 1880 – Eduard Strasburger
Né en Pologne au milieu du XIXe siècle et diplômé en 1866, Eduard Strasburger est un cytologiste végétal. Cela signifie qu'il étudie les cellules. Tout au long de sa vie, il enseigne dans plusieurs universités européennes (université de Varsovie, université d'Iéna et université rhénane Frédéric-Guillaume de Bonn). Ce scientifique étudie plus précisément la fécondation des cellules chez les plantes. En observant ce phénomène à des échelles microscopiques, il met en évidence l'importance de la fusion des gamètes dans ce processus. La fusion des gamètes sexuels (mâles et femelles) en un noyau cellulaire chez un nouvel individu lui permet de déduire que le noyau des cellules correspondait en fait au siège de l'information génétique. Cette première cellule ayant la possibilité de se séparer par mitose, l'information contenue dans ce dit noyau se réplique puis est transférée aux autres cellules de l'organisme.

## XXesiècle

### 1902 – Walter Sutton
Né aux États-Unis en 1877, Walter Sutton est un généticien et un chirurgien. C'est en étudiant à l'université Columbia qu'il réalise des études sur des sauterelles, plus précisément sur les chromosomes de ces dernières. Il remarque et ensuite démontre que les chromosomes existent en paires distinctes. Il démontre par la suite que ces derniers se séparent lors de la méiose (formation des cellules sexuelles), formant ainsi quatre cellules ayant un bagage génétique différent (allèles différentes). L'association de ces cellules géminales provenant de la mère et du père, formant donc le génotype unique d'un nouvel individu contenant les différents gènes transmis par les parents, concorde parfaitement avec les lois de Mendel sur l'hérédité (1866). Il émet alors l'hypothèse selon laquelle les gènes, le bagage de l'hérédité, se retrouvent dans les chromosomes, faisant de ces derniers les porteurs du bagage génétique.

### 1910 – Thomas Morgan

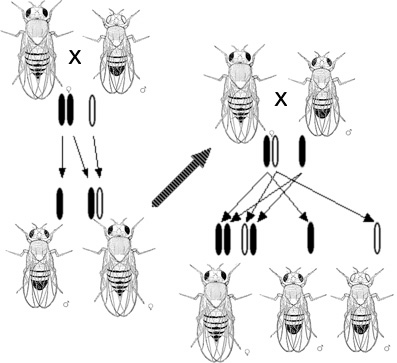
Représentation de l'expérience des drosophiles par Morgan. On observe que seulement les mâles peuvent avoir des yeux blancs même croisés avec des femelles aux yeux rouges.

En 1891, Thomas Morgan est un professeur de biologie à l'école pour femmes Bryn Mawr College. Par la suite, en 1904, il devient professeur de zoologie expérimentale à l'université Columbia à New York. Quelques années plus tard, il entreprend des recherches dans son laboratoire en Californie. En 1909, Morgan commence ses travaux sur la drosophile, la mouche du vinaigre. Ce choix de mouche est stratégique puisque cette dernière a la capacité de se reproduire rapidement et ne possède que quatre paires de chromosomes, aisément observables au microscope photonique. Deux ans après les débuts de ses recherches sur la drosophile, Morgan découvre, à la suite de croisements entre les individus, qu'une des drosophiles mâles possède des yeux blancs plutôt que les yeux rouges habituels. Il constate donc un premier cas de mutation au sein de l'espèce et cherche des explications en procédant à une multitude de croisements entre les divers individus de drosophiles. En effet, il croise le mâle avec une femelle aux yeux rouges pour pouvoir observer si le gène des yeux blancs est dominant ou récessif. À la suite de plusieurs générations, il découvre que seuls les mâles peuvent avoir le caractère des yeux blancs. Il tire la conclusion que la couleur des yeux doit être liée d'une certaine manière au sexe de l'individu. Ces recherches permettent de donner de la crédibilité à la théorie chromosomique de l'hérédité, qui suppose qu'un gène donné est porté par un chromosome spécifique. Elles permettent également de démontrer que certains gènes peuvent être transmis par hérédité. En 1933, Morgan reçoit le prix Nobel de physiologie et de médecine pour les travaux qu'il a effectués et les avancées scientifiques que ces derniers ont apportées.

### 1913 – Morgan et Sturtevant
Alfred Henry Sturtevant est un jeune chercheur inscrit à l'université de Columbia et ayant beaucoup d'intérêt pour la génétique et l'hérédité. Conséquemment, il mène des recherches sur les relations génétiques survenant lors des variations de couleur du pelage des chevaux. Il soumet ses résultats à Thomas Morgan, qui est à l'époque le directeur du laboratoire de zoologie expérimentale. Par la suite, les deux hommes mènent des expérimentations sur la drosophile et sont les premiers à montrer que les fréquences de recombinaisons génétiques sont additives, de même que la fréquence de recombinaison entre deux gènes situés sur le même chromosome permet d'estimer la distance qui les sépare.
À la suite de leurs recherches et expérimentations, Morgan et Sturtevant publient la première carte génétique, en positionnant trois gènes sur le chromosome X d'une drosophile.

### 1927 – Hermann Joseph Müller
Hermann Joseph Müller est un biologiste et généticien né en 1890 à New York. En 1918, il se penche sur l'analyse des processus des mutations spontanées et normales et c'est en 1927 qu'il met au point une technique de mutagenèse de drosophile par rayons X. En effet, il prouve expérimentalement que, chez cette mouche, les radiations ionisantes font augmenter de manière considérable la fréquence des mutations et des aberrations chromosomiques. Le taux de mutations aurait ainsi augmenté de quinze cents fois dans la descendance de drosophiles à la suite d'une grande exposition aux rayons X. Cette technique a permis entre autres de faciliter l'établissement de cartes génétiques de cette mouche. Müller a reçu le prix Nobel de médecine en 1946 .

### 1928 – Frederick Griffith

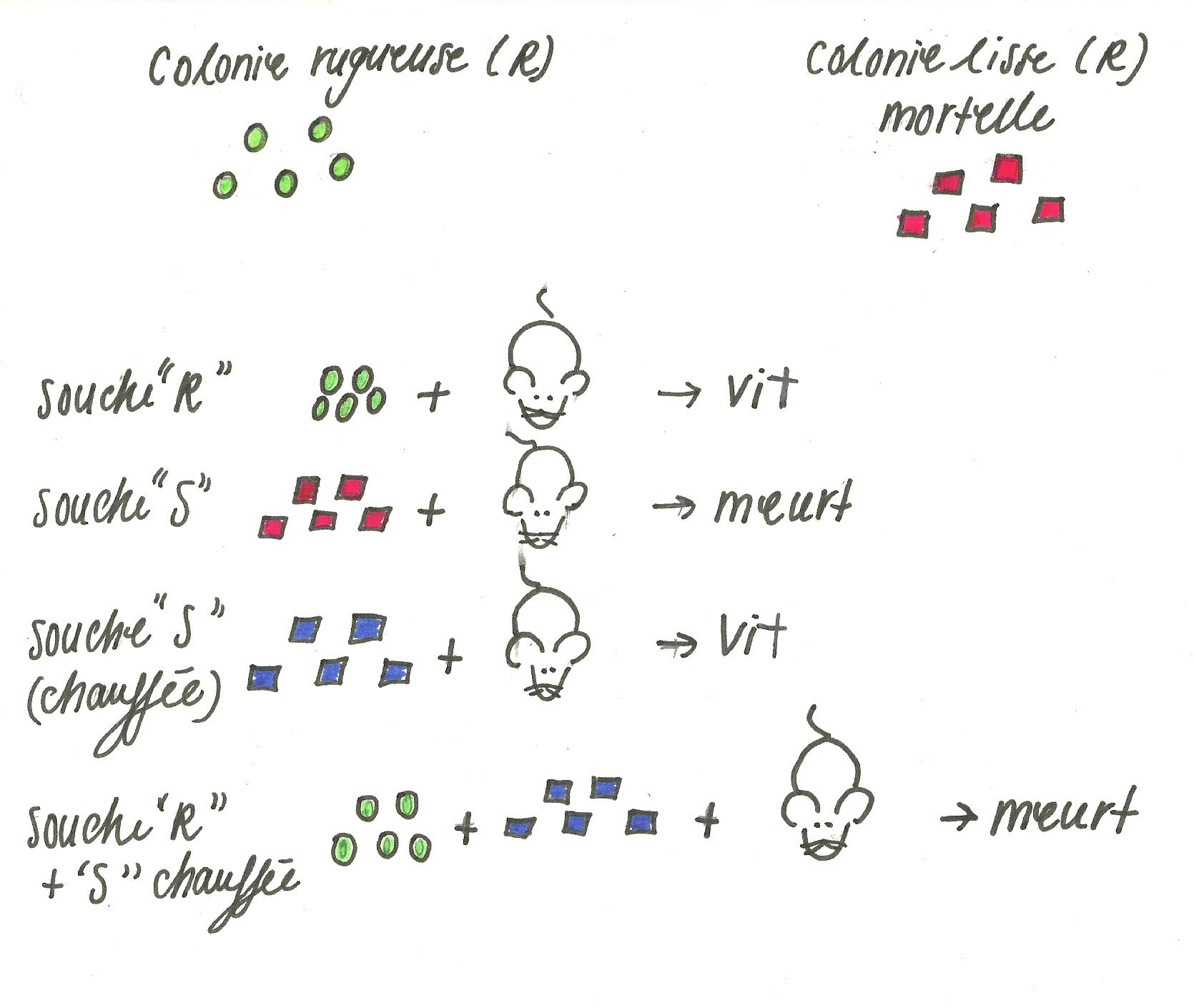
Représentation de l'expérience effectuée sur les souris avec les différentes souches bactériennes.

Frederick Griffith est un biologiste britannique qui œuvre plutôt dans l'ombre. Au début du XXe siècle, il est engagé par le gouvernement britannique pour mener des études sur une bactérie causant une grande quantité d'infections chez l'homme : le pneumocoque. C'est dans ce contexte qu'il mène une expérience portant sur deux souches de bactéries, une infectieuse ayant une enveloppe de polysaccharides (souche S), et l'autre n'étant pas infectieuse et ne possédant pas cette enveloppe (souche R). En injectant à une souris la bactérie infectieuse de la souche S, il observe que cette dernière meurt. En lui injectant la bactérie de la souche R, la souris demeure vivante. À la suite de ces résultats, Griffith tente d'injecter à des souris la souche infectieuse de bactéries (S) ayant été anéanties par la chaleur. Résultat : les souris demeurent vivantes. 
L'étape suivante est significative dans ses expérimentations. Il décide de tenter d'injecter à la souris les bactéries de la souche S tuées par la chaleur conjointement à celles de la souche R qui s'avèrent ne pas être infectieuses. Malgré le fait que les bactéries infectieuses avaient préalablement été tuées, les souris sont tout de même décédées. Le scientifique prend ainsi conscience qu'il y a un message qui se transmet entre les deux souches de bactéries, ici le transfert de l'information rend la souche R infectieuse. Un débat s'installe pour savoir si ce message est transmis par l'ADN, ou par les protéines. Ce n'est que des années plus tard, en 1944, que l'équipe de chercheurs d'Oswald Avery trouvera la réponse à cette interrogation .

### 1944 – Oswald Averyet al.

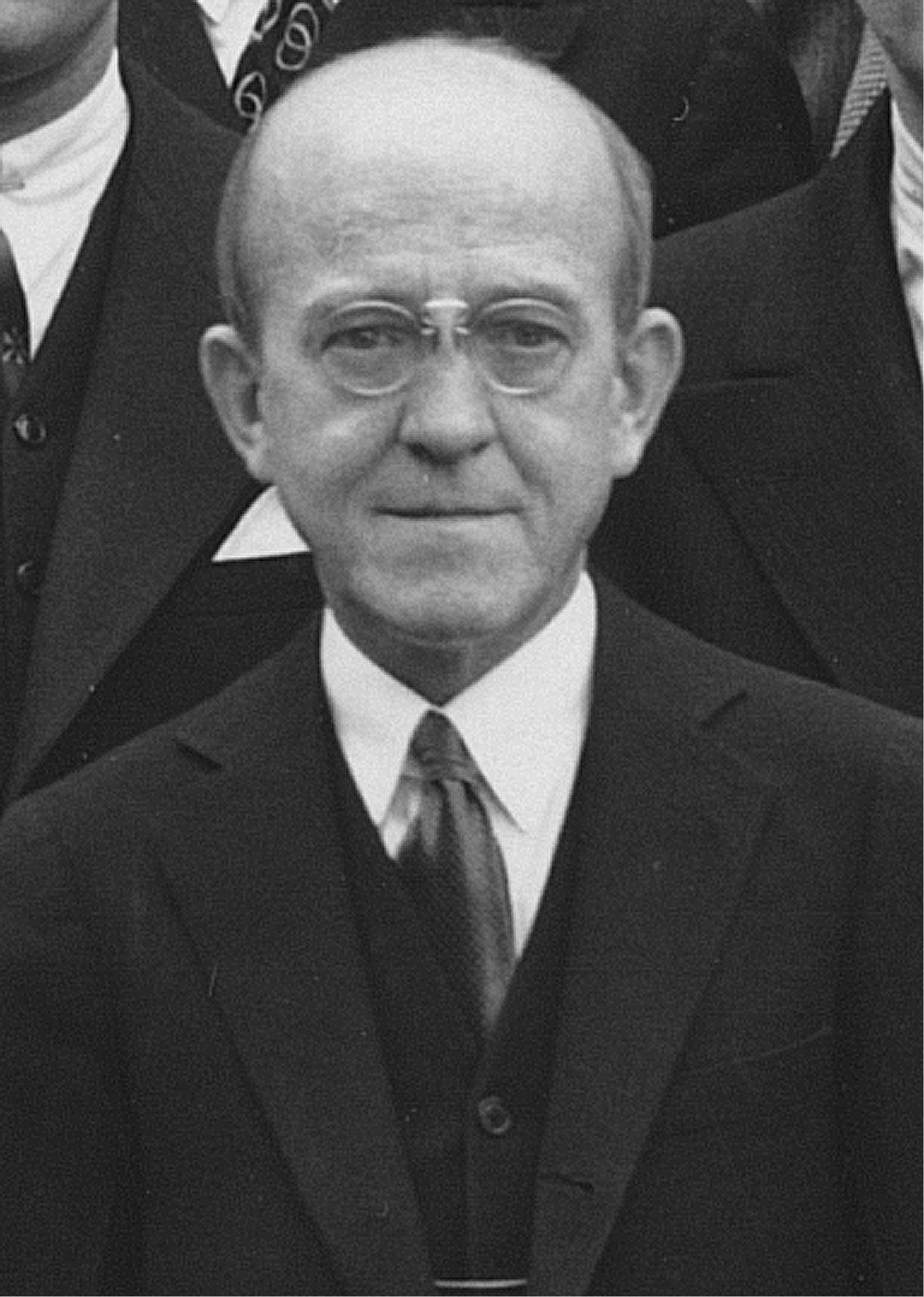
Portrait de Oswald Avery pris lors d'une photographie de groupe des chercheurs de l'université Rockefeller de New York.

Né à Halifax en Nouvelle-Écosse (Canada), Oswald Theodore Avery est un bactériologiste. Diplômé de médecine au Columbia University College of Physicians and Surgeons (en) en 1904, il travaille une grande partie de sa vie à l'université Rockefeller de New York. À la suite des expériences menées par Griffith (1928), ce dernier et ses collègues, Maclyn McCarty et Colin MacLeod, veulent déterminer quelle molécule est responsable de la transmission des caractères, un sujet très controversé dans la communauté scientifique à cette époque. Dans le cas de l'expérience de Griffith, on parle de la transmission d'information codant les caractères infectieux des bactéries de la souche S dénaturées lorsque mises en contact avec la souche R. En injectant la souche de bactéries infectieuses dénaturées avec une solution de protéase (qui détruit les protéines) ainsi que la souche qui n'est pas mortelle à la souris, cette dernière ne survit tout de même pas. Cela signifie que l'information génétique transmise ne se trouve pas dans les protéines. On retente l'expérience, mais cette fois en injectant de la DNase (qui dégrade l'ADN) plutôt que des protéases. Résultat : la souris survit. C'est ainsi que ces scientifiques ont découvert que ce ne sont pas les protéines qui sont porteuses de l'information génétique, mais bien l'ADN.

### 1950 – Erwin Chargaff

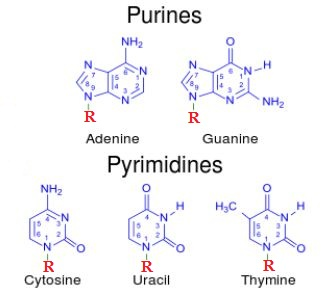
Aspect des différentes bases azotées qui constituent l'ADN et l'ARN. La thymine est remplacée par l'uracile dans l'ARN.

Né en Autriche au début du XXe siècle, Erwin Chargaff travaille pour plusieurs universités européennes. En 1935, il travaille comme biochimiste à l'université de Columbia, New York. C'est à la suite de la lecture du rapport d'Oswald Avery démontrant que l'ADN est le porteur de l'hérédité (1944) qu'il décide d'orienter ses recherches vers la composition de cette molécule. Chargaff s'intéresse à l'analyse de la constitution de l'ADN de divers organismes ainsi que la proportion en bases azotées de chacun. En analysant la composition de l'ADN de plusieurs espèces, il découvre que la quantité de chaque base azotée varie entre ces dernières. Il découvre également dans l'ADN une quantité d'adénine (A) et de thymine (T) équivalentes, ainsi qu'une même quantité de guanine (G) et de cytosine (C). À la suite de ses observations, il énonce deux règles nommées règles de Chargaff. 
1. La composition en bases azotées diffère d'une espèce à l'autre (il peut y avoir plus de A-T chez une espèce, et plus de C-G chez une autre).
2. Pour une espèce donnée, le nombre d'adénine est égal au nombre de thymine, et le nombre de cytosine correspond au nombre de guanine. 
Cependant, les raisons de ce tel rapport restent pour lui obscures. Ce n'est qu'avec la découverte de la structure de l'ADN par Franklin, deux ans plus tard, que ce phénomène s'expliquera. De plus, les résultats de l'étude de Chargaff seront également approfondis et expliqués par le travail de Watson et Crick en 1953.

### 1952 – Rosalind Franklin

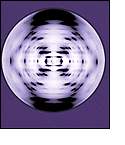
Représentation de la radiographie obtenue par la diffraction de rayons X sur l'ADN par Rosalind Franklin.

Rosalind Franklin est née le 25 juillet 1920 à Londres. Elle étudie la chimie à l'université de Cambridge et y reçoit son diplôme avec une mention pour ses bons résultats. Par la suite, elle trouve un emploi comme assistante pour le cristallographe Jacques Mering (en), qui lui apprend la diffraction des rayons X. Grâce à ces notions, Franklin produit une radiographie de l'ADN par diffraction de rayons X, ce qui lui permet de percevoir la structure de l'ADN en double hélice. Par le fait même, sa radiographie permet de créer une ébauche de la structure de l'ADN, elle note les squelettes désoxyribose-phosphate orientés vers l'extérieur de la structure en double hélice, alors que les bases azotées, étant plus hydrophobes, étaient disposées à l'intérieur de la molécule. De même, les groupements phosphates chargés négativement étaient dirigés vers l'extérieur pour minimiser les répulsions entre les atomes. Aussi, d'autres informations purent être tirées de la radiographie, telles que le fait que l'hélice faisait un tour complet sur une longueur de 3,4 nm : puisqu'elle nota que chaque tour d'hélice portait 10 paires de bases azotées, elle en conclut que les bases constituant l'ADN étaient espacées de 0,34 nm.

### 1953 – Watson et Crick

Représentation du modèle à double hélice amélioré de Watson et Crick.

James Watson (biologiste et médecin) et Francis Crick (biochimiste) créent un modèle de double hélice pour l'ADN dans lequel les bases azotées sont disposées vers l'intérieur de la molécule alors que les bases désoxyribose phosphate sont disposées de manière antiparallèle, c'est-à-dire orientées dans des directions opposées. Les deux chercheurs s'interrogent également sur l'appariement des bases azotées. Au départ, ils croient que les bases identiques se lient ensemble (A avec A, T avec T, etc.). Toutefois, selon des données obtenues par diffraction, ils constatent qu'un tel résultat ne concorde pas, la diffraction montrant un diamètre uniforme de la double hélice. Conséquemment, c'est en procédant de manière empirique, c'est-à-dire par essais et erreurs, et en s'inspirant des règles de Chargaff, qu'ils découvrent que les bases azotées s'associent selon des combinaisons précises. En vue de ces essais, ils découvrent que l'adénine (A) se lie toujours avec la thymine (T), alors que la guanine (G) se lie toujours avec la cytosine (C) et que les bases sont présentes en quantités équivalentes. Cette découverte explique les résultats obtenus par Erwin Chargaff quelques années plus tôt.

### 1958 – Arthur Kornberget al.
Arthur Kornberg est un[biochimiste américain né le 3 mars en 1918 à New York. Kornberg est professeur de microbiologie à l'université de Saint-Louis avant d'être professeur à l'université Stanford en Californie, où il dirige l'enseignement et le département de biochimie en 1959. Le biochimiste s'intéresse à la synthèse de l'ADN. En 1958, Kornberg et son équipe sont les premiers à isoler et purifier l'ADN polymérase. Il s'agit en fait de l'enzyme qui catalyse la formation de l'ADN. Cette enzyme est isolée à partir de la bactérie Escherichia coli. 
Cette classe d'enzymes est essentielle dans la réplication, la réparation et les réarrangements de l'ADN. Les chercheurs démontrent que la réaction de condensation produite par cette enzyme est de type semi-conservateur, car l'usage d'un fragment d'ADN préformé doit être disponible, ce dernier servant de matrice et d'amorce pour l'enzyme.